# Tom Marshall (baloncestista)
John Thomas "Tom" Marshall (Mount Juliet, Tennessee, 6 de enero de 1940-Fort Myers, Florida, 10 de mayo de 2024) fue un jugador de baloncesto estadounidense que disputó cuatro temporadas de la NBA. Con 1,93 metros de estatura, jugaba en la posición de Alero.

## Trayectoria deportiva

### Universidad
Jugó durante 4 temporadas con los Hilltoppers de la Universidad de Western Kentucky, donde está considerado como uno de los mejores jugadores que han pasado por dicha universidad. En tres de los cuatro años llegaron a disputar el National Invitation Tournament, siendo hoy en día el segundo máximo anotador y tercer reboteador de la historia de los Hilltoppers.

### Profesional
Fue elegido en la séptima posición del Draft de la NBA de 1954 por Rochester Royals, donde tras una prometedora primera temporada, en la que promedió ocho puntos y 3,6 rebotes, fue reclutado por el Ejército de los Estados Unidos, perdiéndose la campaña siguiente.
A su regreso, en la temporada 1956-57, se encontró con menos minutos de juego, además de sufrir diferentes lesiones. Sus promedios bajaron hasta los cuatro puntos y 2,1 rebotes por noche. Al año siguiente fue traspasado a Detroit Pistons a cambio de dinero, donde apenas jugó nueve partidos antes de regresar a los Royals, que se habían establecido en Cincinnati. En la temporada 1958-59 fue jugador-entrenador del equipo, retirándose de las pistas al finalizar la misma, aunque siguió en el banquillo una temporada más. En el total de su carrera profesional promedió 5,7 puntos y 2,9 rebotes por partido.

## Estadísticas de su carrera en la NBA

### Temporada regular
| Temporada | Edad | Equipo            | Liga | P   | TIT | MIN  | TC  | TCA | %TC  | 3P | 3PA | %3P | TL  | TLA | %TL  | R.OF. | R.DEF. | REB | ASIS | ROB | TAP | PER | FP  | PTS |
| 1954-55   | 24   | Rochester Royals  | NBA  | 72  |     | 18.6 | 3.1 | 7.0 | .442 |    |     |     | 1.8 | 2.7 | .675 |       |        | 3.6 | 1.5  |     |     |     | 1.4 | 8.0 |
| 1956-57   | 26   | Rochester Royals  | NBA  | 40  |     | 11.5 | 1.4 | 4.1 | .344 |    |     |     | 1.2 | 1.5 | .810 |       |        | 2.1 | 0.8  |     |     |     | 0.8 | 4.0 |
| 1957-58   | 27   | TOTAL             | NBA  | 38  |     | 13.6 | 1.4 | 4.4 | .313 |    |     |     | 1.3 | 1.7 | .762 |       |        | 2.7 | 0.5  |     |     |     | 1.1 | 4.0 |
| 1957-58   | 27   | Detroit Pistons   | NBA  | 9   |     | 7.3  | 0.8 | 2.4 | .318 |    |     |     | 0.8 | 0.9 | .875 |       |        | 0.9 | 0.4  |     |     |     | 0.7 | 2.3 |
| 1957-58   | 27   | Cincinnati Royals | NBA  | 29  |     | 15.6 | 1.6 | 5.0 | .313 |    |     |     | 1.4 | 1.9 | .745 |       |        | 3.2 | 0.5  |     |     |     | 1.3 | 4.5 |
| 1958-59   | 28   | Cincinnati Royals | NBA  | 18  |     | 15.1 | 1.3 | 4.4 | .291 |    |     |     | 1.0 | 1.6 | .621 |       |        | 2.9 | 1.5  |     |     |     | 1.2 | 3.6 |
| Total     |      |                   | NBA  | 168 |     | 15.4 | 2.1 | 5.4 | .388 |    |     |     | 1.5 | 2.0 | .709 |       |        | 2.9 | 1.1  |     |     |     | 1.2 | 5.7 |

### Playoffs
| Temp.   | Edad | Equipo            | Liga | P | MIN | TCA | TC | 3PA | 3P | TLA | TL | R.OF. | REB | ASIS | ROB | TAP | PER | FP | PTS | %TC  | %3P | %FT  | MIN  | PTS | REB | AST |
| 1954-55 | 24   | Rochester Royals  | NBA  | 3 | 50  | 3   | 20 |     |    | 3   | 5  |       | 17  | 2    |     |     |     | 1  | 9   | .150 |     | .600 | 16.7 | 3.0 | 5.7 | 0.7 |
| 1957-58 | 27   | Cincinnati Royals | NBA  | 2 | 33  | 7   | 17 |     |    | 4   | 5  |       | 16  | 2    |     |     |     | 1  | 18  | .412 |     | .800 | 16.5 | 9.0 | 8.0 | 1.0 |
| Total   |      |                   | NBA  | 5 | 83  | 10  | 37 |     |    | 7   | 10 |       | 33  | 4    |     |     |     | 2  | 27  | .270 |     | .700 | 16.6 | 5.4 | 6.6 | 0.8 |